# Les Essarts-lès-Sézanne
Les Essarts-lès-Sézanne è un comune francese di 280 abitanti situato nel dipartimento della Marna nella regione del Grand Est.

## Società

### Evoluzione demografica
Abitanti censiti